# ひとりぼっちの太陽
『ひとりぼっちの太陽』（ひとりぼっちのたいよう）は、いがらしゆみこ/作画・吉岡道夫/原作による日本の漫画作品。
『なかよし』（講談社）にて1974年10月号から1975年3月号まで連載された。全6話。単行本は同社の講談社コミックスなかよしより全1巻。

腐敗した学園を支配する番長グループに立ち向かう孤独な少年の闘いを描いた、少女漫画における異色作である。

## 書誌情報
- いがらしゆみこ・吉岡道夫 『ひとりぼっちの太陽』 講談社〈講談社コミックスなかよし〉、1975年3月10日第1刷発行、ISBN 4-06-108209-4